# Decazeville
Decazeville település Franciaországban, Aveyron megyében. Lakosainak száma 5025 fő (2022. január 1.). Decazeville Aubin, Boisse-Penchot, Firmi, Flagnac, Livinhac-le-Haut és Viviez községekkel határos.

## Népesség
A település népességének változása:
| Lakosok száma | 10 532 | 8804 | 7754 | 6294 | 5911 | 5521 | 5360 | 5323 | 5196 | 5025 |
|               | 1968   | 1982 | 1990 | 2006 | 2013 | 2015 | 2017 | 2019 | 2020 | 2022 |